# Germán Anzola Montero
Germán Anzola Montero es un biólogo y destacado académico colombiano, actual rector de la Universidad de Ciencias Aplicadas y Ambientales - UDCA, con sede en Bogotá, Colombia. Ha estado al frente de la dirección de la universidad desde el año 1986. 
La formación académica de Anzola Montero incluye el título como Biólogo y Máster en Biología de la Pontificia Universidad Javeriana de Bogotá, y el título de Especialización en Bioquímica de la Universidad de Buenos Aires, Argentina. Ha desempeñado cargos directivos, administrativos y docentes en diversas universidades e instituciones colombianas y de otras naciones.
Actualmente, también preside la Asociación de Universidades de América Latina y el Caribe para la Integración - AUALCPI, cargo en el que fue ratificado por tercer periodo consecutivo y preside la Academia Olímpica Colombiana.